# 1. Fußball-Club Saarbrücken 2020-2021
Questa voce raccoglie le informazioni riguardanti il 1. Fußball-Club Saarbrücken nelle competizioni ufficiali della stagione 2020-2021.

## Stagione
Nella stagione 2020-2021 il Saarbrücken, allenato da Łukasz Kwasniok, concluse il campionato di 3. Liga al 5º posto.

## Rosa
| N. |                        | Ruolo | Calciatore        |
| -- | ---------------------- | ----- | ----------------- |
| 1  | Germania (bandiera)    | P     | Daniel Batz       |
| 3  | Croazia (bandiera)     | D     | Marin Šverko      |
| 5  | Germania (bandiera)    | D     | Steven Zellner    |
| 6  | Germania (bandiera)    | C     | Rasim Bulić       |
| 7  | Germania (bandiera)    | C     | Nicklas Shipnoski |
| 8  | Germania (bandiera)    | C     | Manuel Zeitz      |
| 9  | Angola (bandiera)      | A     | José Vunguidica   |
| 11 | Germania (bandiera)    | C     | Markus Mendler    |
| 13 | Lussemburgo (bandiera) | A     | Maurice Deville   |
| 14 | Mozambico (bandiera)   | D     | Boné Uaferro      |
| 16 | Germania (bandiera)    | D     | Anthony Barylla   |
| 17 | Kosovo (bandiera)      | C     | Fanol Përdedaj    |
| 18 | Germania (bandiera)    | C     | Sebastian Bösel   |
| 19 | Canada (bandiera)      | C     | Kianz Froese      |

| N. |                     | Ruolo | Calciatore             |
| -- | ------------------- | ----- | ---------------------- |
| 20 | Germania (bandiera) | A     | Julian Günther-Schmidt |
| 21 | Germania (bandiera) | D     | Bjarne Thoelke         |
| 22 | Germania (bandiera) | A     | Timm Golley            |
| 23 | Germania (bandiera) | C     | Mario Müller           |
| 24 | Germania (bandiera) | A     | Sebastian Jacob        |
| 25 | Germania (bandiera) | A     | Tobias Jänicke         |
| 27 | Germania (bandiera) | D     | Jayson Breitenbach     |
| 28 | Germania (bandiera) | C     | Minos Gouras           |
| 29 | Germania (bandiera) | P     | Jannick Theißen        |
| 30 | Germania (bandiera) | C     | Lukas Schleimer        |
| 33 | Germania (bandiera) | C     | Luca Kerber            |
| 36 | Germania (bandiera) | P     | Ramon Castellucci      |
| 37 | Germania (bandiera) | P     | Lukas Hoffmann         |

## Organigramma societario
Area tecnica
- Allenatore: Łukasz Kwasniok
- Allenatore in seconda: Bernd Heemsoth
- Preparatore dei portieri: Heinz Böhmann, Michael Weirich
- Preparatori atletici: Christoph Fuhr, Christoph Fuhr

## Calciomercato

### Sessione estiva
| Acquisti | Acquisti        | Acquisti         | Acquisti |
| R.       | Nome            | da               | Modalità |
| -------- | --------------- | ---------------- | -------- |
| C        | Lukas Schleimer | Norimberga       |          |
| D        | Marin Šverko    | Magonza II       |          |
| A        | Maurice Deville | Waldhof Mannheim |          |
| C        | Sebastian Bösel | Sonnenhof G.     |          |

| Cessioni | Cessioni        | Cessioni             | Cessioni |
| R.       | Nome            | a                    | Modalità |
| -------- | --------------- | -------------------- | -------- |
| C        | Stephan Andrist | Chiasso              |          |
| A        | Fabian Eisele   | TSV Steinbach Haiger |          |
| A        | Cedric Euschen  | Wehen Wiesbaden      |          |
| P        | Timo Wagner     | Röchling Völklingen  |          |

### Sessione invernale
| Acquisti | Acquisti               | Acquisti        | Acquisti |
| R.       | Nome                   | da              | Modalità |
| -------- | ---------------------- | --------------- | -------- |
| P        | Jannick Theißen        | Schalke 04 II   |          |
| A        | Julian Günther-Schmidt | Fortuna Colonia |          |

| Cessioni | Cessioni            | Cessioni             | Cessioni |
| R.       | Nome                | a                    | Modalità |
| -------- | ------------------- | -------------------- | -------- |
| A        | Marius Köhl         | Rot-Weiß Coblenza    |          |
| C        | Jonas Singer        | Astoria Walldorf     |          |
| A        | Téo Herr            | Etzella Ettelbruck   |          |
| D        | Christopher Schorch | Wuppertal            |          |
| C        | Mërgim Fejzullahu   | Alemannia Aquisgrana |          |

## Risultati

### 3. Liga

#### Girone di andata
| Arbitro: | Benen |

|            |           |             |
| Hobsch 13’ | Marcatori | 76’ Jänicke |

| Arbitro: | Bacher |

|                               |           |  |
| Jacob 5’ (rig.) Shipnoski 83’ | Marcatori |  |

| Arbitro: | Osmanagic |

|                                                |           |  |
| Deville 2’, 60’ Vollert 27’ (aut.) Mendler 71’ | Marcatori |  |

| Arbitro: | Glaser |

|                         |           |                                      |
| Budimbu 76’ Vermeij 79’ | Marcatori | 39’ Shipnoski 64’ Šverko 90’ Jänicke |

| Arbitro: | Siewer |

|                       |           |              |
| Mendler 79’ Jacob 90’ | Marcatori | 60’ Schröter |

| Arbitro: | Müller |

|                 |           |                           |
| Moll 52’ (rig.) | Marcatori | 14’ Jacob 40’ Breitenbach |

| Arbitro: | Kessel |

|             |           |                         |
| Barylla 60’ | Marcatori | 35’ Yildirim 84’ Janjić |

| Arbitro: | Fritsch |

|              |           |  |
| Kinsombi 90’ | Marcatori |  |

| Arbitro: | Winter |

|                         |           |              |
| Shipnoski 45’ Jacob 90’ | Marcatori | 17’ Daferner |

| Arbitro: | Storks |

|  |           |                                      |
|  | Marcatori | 24’ (aut.) Gottschling 47’ Shipnoski |

| Arbitro: | Speckner |

|                              |           |                      |
| Jacob 13’, 73’ Shipnoski 23’ | Marcatori | 17’, 25’, 54’ Malone |

| Arbitro: | Stegemann |

|             |           |             |
| Bouziane 8’ | Marcatori | 60’ Mendler |

| Arbitro: | Petersen |

|             |           |             |
| Deville 88’ | Marcatori | 59’ Redondo |

| Arbitro: | Benen |

|                                            |           |             |
| Martinovic 24’, 59’ Boyamba 49’ Costly 85’ | Marcatori | 15’ Mendler |

| Arbitro: | Bauer |

|             |           |                         |
| Jänicke 27’ | Marcatori | 14’ Kern 43’ Jastremski |

| Arbitro: | Günsch |

|                 |           |                      |
| Sané 45’ (rig.) | Marcatori | 4’ (rig.), 57’ Jacob |

| Arbitro: | Gerach |

|                                      |           |                                  |
| Shipnoski 6’ (rig.), 27’, 73’ (rig.) | Marcatori | 3’, 12’ Eckert-Ayensa 19’ Krauße |

| Arbitro: | Winter |

|             |           |  |
| Bünning 32’ | Marcatori |  |

| Arbitro: | Stegemann |

|             |           |                               |
| Uaferro 84’ | Marcatori | 51’ (rig.) Schröter 77’ König |

#### Girone di ritorno
| Francoforte sul Meno 24 gennaio 2021, ore 14:00 CET 20ª giornata | Saarbrücken | 0 – 0 referto | Lubecca | PSD Bank Arena (0 spett.)\| Arbitro: \| Glaser \| |
| Arbitro:                                                         | Glaser      |               |         |                                                   |

| Arbitro: | Burda |

|                                                 |           |                         |
| Verhoek 15’ (rig.) Rother 54’ Neidhart 86’, 90’ | Marcatori | 7’ Shipnoski 90’ Froese |

| Arbitro: | Schultes |

|              |           |                     |
| Nietfeld 73’ | Marcatori | 44’ Günther-Schmidt |

| Arbitro: | Reichel |

|                                                |           |                 |
| Günther-Schmidt 44’ Froese 60’ Gouras 67’, 71’ | Marcatori | 52’ Stoppelkamp |

| Arbitro: | Braun |

|  |           |                     |
|  | Marcatori | 29’ Günther-Schmidt |

| Arbitro: | Jöllenbeck |

|                                   |           |             |
| Shipnoski 32’ Günther-Schmidt 64’ | Marcatori | 67’ Mölders |

| Arbitro: | Schwengers |

|            |           |                                   |
| Eilers 88’ | Marcatori | 11’, 55’ Gouras 19’ (aut.) Köhler |

| Arbitro: | Weickenmeier |

|                 |           |                            |
| Gouras 12’, 57’ | Marcatori | 35’ Albutat 74’ van Ooijen |

| Arbitro: | Bokop |

|          |           |           |
| Sohm 62’ | Marcatori | 58’ Zeitz |

| Arbitro: | Petersen |

|                         |           |                                     |
| Jacob 6’ Vunguidica 82’ | Marcatori | 64’ Cueto 70’ Wunderlich 90’ Thiele |

| Arbitro: | Waschitzki-Günther |

|                |           |                          |
| Tietz 84’, 90’ | Marcatori | 57’, 64’ Günther-Schmidt |

| Arbitro: | Erbst |

|                               |           |           |
| Zeitz 2’ Shipnoski 14’ (rig.) | Marcatori | 67’ Röser |

| Arbitro: | Schröder |

|                  |           |           |
| Hanslik 11’, 24’ | Marcatori | 22’ Zeitz |

| Arbitro: | Thomsen |

|                                                |           |  |
| Golley 15’, 68’ Shipnoski 42’ Deville 71’, 85’ | Marcatori |  |

| Arbitro: | Fritsch |

|  |           |                                         |
|  | Marcatori | 11’ Gouras 20’, 70’ Shipnoski 90’ Jacob |

| Arbitro: | Schultes |

|  |           |                             |
|  | Marcatori | 59’ Brünker 84’, 85’ Conteh |

| Ingolstadt 8 maggio 2021, ore 14:00 CEST 36ª giornata | Ingolstadt 04 | 0 – 0 referto | Saarbrücken | Audi-Sportpark (0 spett.)\| Arbitro: \| Oldhafer \| |
| Arbitro:                                              | Oldhafer      |               |             |                                                     |

| Arbitro: | Haslberger |

|                        |           |  |
| Jänicke 14’ Golley 63’ | Marcatori |  |

| Arbitro: | Burda |

|                         |           |  |
| Jensen 24’ Lokotsch 76’ | Marcatori |  |

## Statistiche

### Statistiche di squadra
| Competizione | Punti | In casa | In casa | In casa | In casa | In casa | In casa | In trasferta | In trasferta | In trasferta | In trasferta | In trasferta | In trasferta | Totale | Totale | Totale | Totale | Totale | Totale | DR  |
| Competizione | Punti | G       | V       | N       | P       | Gf      | Gs      | G            | V            | N            | P            | Gf           | Gs           | G      | V      | N      | P      | Gf     | Gs     | DR  |
| ------------ | ----- | ------- | ------- | ------- | ------- | ------- | ------- | ------------ | ------------ | ------------ | ------------ | ------------ | ------------ | ------ | ------ | ------ | ------ | ------ | ------ | --- |
| 3. Liga      | 59    | 19      | 9       | 5       | 5       | 39      | 26      | 19           | 7            | 6            | 6            | 27           | 25           | 38     | 16     | 11     | 11     | 66     | 51     | +15 |
| Totale       | 59    | 19      | 9       | 5       | 5       | 39      | 26      | 19           | 7            | 6            | 6            | 27           | 25           | 38     | 16     | 11     | 11     | 66     | 51     | +15 |

### Andamento in campionato
| Giornata  | 1  | 2 | 3 | 4 | 5 | 6 | 7 | 8 | 9 | 10 | 11 | 12 | 13 | 14 | 15 | 16 | 17 | 18 | 19 | 20 | 21 | 22 | 23 | 24 | 25 | 26 | 27 | 28 | 29 | 30 | 31 | 32 | 33 | 34 | 35 | 36 | 37 | 38 |
| --------- | -- | - | - | - | - | - | - | - | - | -- | -- | -- | -- | -- | -- | -- | -- | -- | -- | -- | -- | -- | -- | -- | -- | -- | -- | -- | -- | -- | -- | -- | -- | -- | -- | -- | -- | -- |
| Luogo     | T  | C | C | T | C | T | C | T | C | T  | C  | T  | C  | T  | C  | T  | C  | T  | C  | C  | T  | T  | C  | T  | C  | T  | C  | T  | C  | T  | C  | T  | C  | T  | C  | T  | C  | T  |
| Risultato | N  | V | V | V | V | V | P | P | V | V  | N  | N  | N  | P  | P  | V  | N  | P  | P  | N  | P  | N  | V  | V  | V  | V  | N  | N  | P  | N  | V  | P  | V  | V  | P  | N  | V  | P  |
| Posizione | 11 | 5 | 1 | 1 | 1 | 1 | 1 | 1 | 1 | 1  | 1  | 1  | 1  | 3  | 4  | 4  | 3  | 6  | 7  | 7  | 7  | 9  | 7  | 7  | 6  | 5  | 4  | 5  | 6  | 5  | 5  | 6  | 5  | 5  | 5  | 5  | 5  | 5  |

Legenda:

Luogo: C = Casa; T = Trasferta. Risultato: V = Vittoria; N = Pareggio; P = Sconfitta.

### Statistiche dei giocatori
| A. Barylla         | 32 | 1  | 0 | 0 |
| D. Batz            | 38 | 0  | 1 | 0 |
| J. Breitenbach     | 24 | 1  | 2 | 0 |
| R. Bulić           | 6  | 0  | 1 | 0 |
| S. Bösel           | 11 | 0  | 4 | 0 |
| R. Castellucci     | 0  | 0  | 0 | 0 |
| M. Deville         | 24 | 5  | 0 | 0 |
| K. Froese          | 29 | 2  | 3 | 0 |
| T. Golley          | 24 | 3  | 5 | 0 |
| M. Gouras          | 26 | 7  | 3 | 0 |
| J. Günther-Schmidt | 17 | 6  | 1 | 1 |
| L. Hoffmann        | 0  | 0  | 0 | 0 |
| S. Jacob           | 30 | 10 | 2 | 0 |
| T. Jänicke         | 37 | 4  | 5 | 0 |
| L. Kerber          | 19 | 0  | 2 | 0 |
| M. Köhl            | 1  | 0  | 0 | 0 |
| M. Mendler         | 31 | 4  | 1 | 0 |
| M. Müller          | 26 | 0  | 3 | 0 |
| F. Përdedaj        | 26 | 0  | 6 | 0 |
| L. Schleimer       | 13 | 0  | 0 | 0 |
| C. Schorch         | 1  | 0  | 0 | 0 |
| N. Shipnoski       | 33 | 14 | 5 | 0 |
| J. Singer          | 0  | 0  | 0 | 0 |
| J. Theißen         | 0  | 0  | 0 | 0 |
| B. Thoelke         | 2  | 0  | 0 | 0 |
| B. Uaferro         | 22 | 1  | 6 | 1 |
| J. Vunguidica      | 10 | 1  | 0 | 1 |
| M. Zeitz           | 34 | 3  | 5 | 1 |
| S. Zellner         | 28 | 0  | 1 | 0 |
| M. Šverko          | 24 | 1  | 5 | 0 |